# Ochetorhynchus
Ochetorhynchus es un género de aves paseriformes perteneciente a la familia Furnariidae que agrupa a especies nativas de la región andina de América del Sur, donde se distribuyen desde el sur de Perú y oeste de Bolivia hasta el extremo sur de Argentina y Chile. A sus miembros se les conoce por el nombre común de bandurritas, o bandurrillas, entre otros. Las especies de este género estuvieron antes colocadas en el género Upucerthia y en los géneros monotípicos Eremobius y Chilia. 

## Etimología
El nombre genérico masculino «Ochetorhynchus» se compone de las palabras del griego «οχετος okhetos»: canal, conducto, surco; y «ῥυγχος rhunkhos»: pico; significando «con surco en el pico».

## Características
Las aves de este género son furnáridos terrestres relativamente grandes, midiendo alrededor de 18,5 cm de longitud, caracterizadas por sus colores lisos y sus picos largos y curvados. Son encontradas en lugares abiertos y semiabiertos en regiones andinas, generalmente en laderas rocosas. Típicamente, sus nidos son colocados en agujeros excavados en barrancas, excepto el nido de la bandurrita patagona (O. phoenicurus), que difiere radicalmente de los otros y consiste de un aglomerado de ramitas.

## Lista de especies
Según las clasificaciones del Congreso Ornitológico Internacional (IOC y Clements Checklist v.2018, el género agrupa a las siguientes especies con el respectivo nombre popular de acuerdo con la Sociedad Española de Ornitología (SEO):
| Imagen | Nombre científico          | Autor                         | Nombre común          | EC (*) |
| ------ | -------------------------- | ----------------------------- | --------------------- | ------ |
|        | Ochetorhynchus andaecola   | (d'Orbigny & Lafresnaye, 1838 | bandurrita roquera    | LC     |
|        | Ochetorhynchus ruficaudus  | Meyen, 1834                   | bandurrita piquirreta | LC     |
|        | Ochetorhynchus phoenicurus | (Gould, 1839)                 | bandurrita patagona   | LC     |
|        | Ochetorhynchus melanurus   | (G.R. Gray, 1846)             | chiricoca             | LC     |

(*) Estado de conservación

## Taxonomía
El presente género fue usado anteriormente para agrupar a las entonces Upucerthia harterti y U. certhioides reconociendo las diferencias de estas dos especies de los otros Upucerthia (especialmente en relación con las características del nido) ; sin embargo, la especie tipo de Ochetorhynchus era O. ruficaudus, por lo tanto no disponibilizando el nombre para aquellas dos especies. Varios autores demostraron que el entonces amplio género Upucerthia era altamente polifilético (Chesser et al (2007), Fjeldså et al (2007), Moyle et al (2009)), con:
- (a) harterti y certhioides en un grupo con Pseudocolaptes y Premnornis,
- (b) andaecola y ruficaudus en un grupo con Eremobius y Chilia,
- (c) U. serrana basal a un grupo que incluye Cinclodes y el resto de los Upucerthia.

Para certhioides + harterti fue propuesto un nuevo género exclusivo Tarphonomus.
Los estudios de  Chesser et al (2007) y Fjeldså et al (2007) encontraron que la entonces Eremobius phoenicurus estaba hermanada con la entonces Upucerthia ruficaudus. Se recomendó la resurrección de Ochetorhynchus para ruficaudus y andaecola y que Eremobius y la entonces Chilia melanura fueran también incluidos. La Propuesta N° 324 al Comité de Clasificación de Sudamérica aprobó el restablecimento del presente género. Trabajos posteriores de Derryberry et al (2011) corroboraron los tratamientos taxonómicos expuestos.
Estudios genético moleculares recientes de Moyle et al (2009) y Derryberry et al (2011), indican que el presente género está hermanado a un grupo que incluye Microxenops y Pygarrhichas. Los estudios de Ohlson et al (2013) propusieron la inclusión de los tres géneros en una subfamilia Pygarrhichinae Wolters, 1977.